# 1873
1873 (số La Mã: MDCCCLXXIII) là một năm thường bắt đầu vào thứ Tư trong lịch Gregory.

## Sự kiện
- 20 tháng 11: Thực dân Pháp xâm chiếm thành Hà Nội lần thứ nhất
- 21 tháng 12: Trận Cầu Giấy, Hà Nội

## Mất
- 13 tháng 9 – Nguyễn Phúc Miên Ngô, tước phong Quế Sơn Quận công, hoàng tử con vua Minh Mạng (s. 1831).
- 21 tháng 12 – Francis Garnier, sĩ quan người Pháp (s. 1839).